# Despotikó
Despotikó (parfois Despotiki), (en grec moderne : Δεσποτικό), est un îlot rocheux inhabité situé au sud-ouest d'Antiparos dans l'archipel des Cyclades.

## Géographie

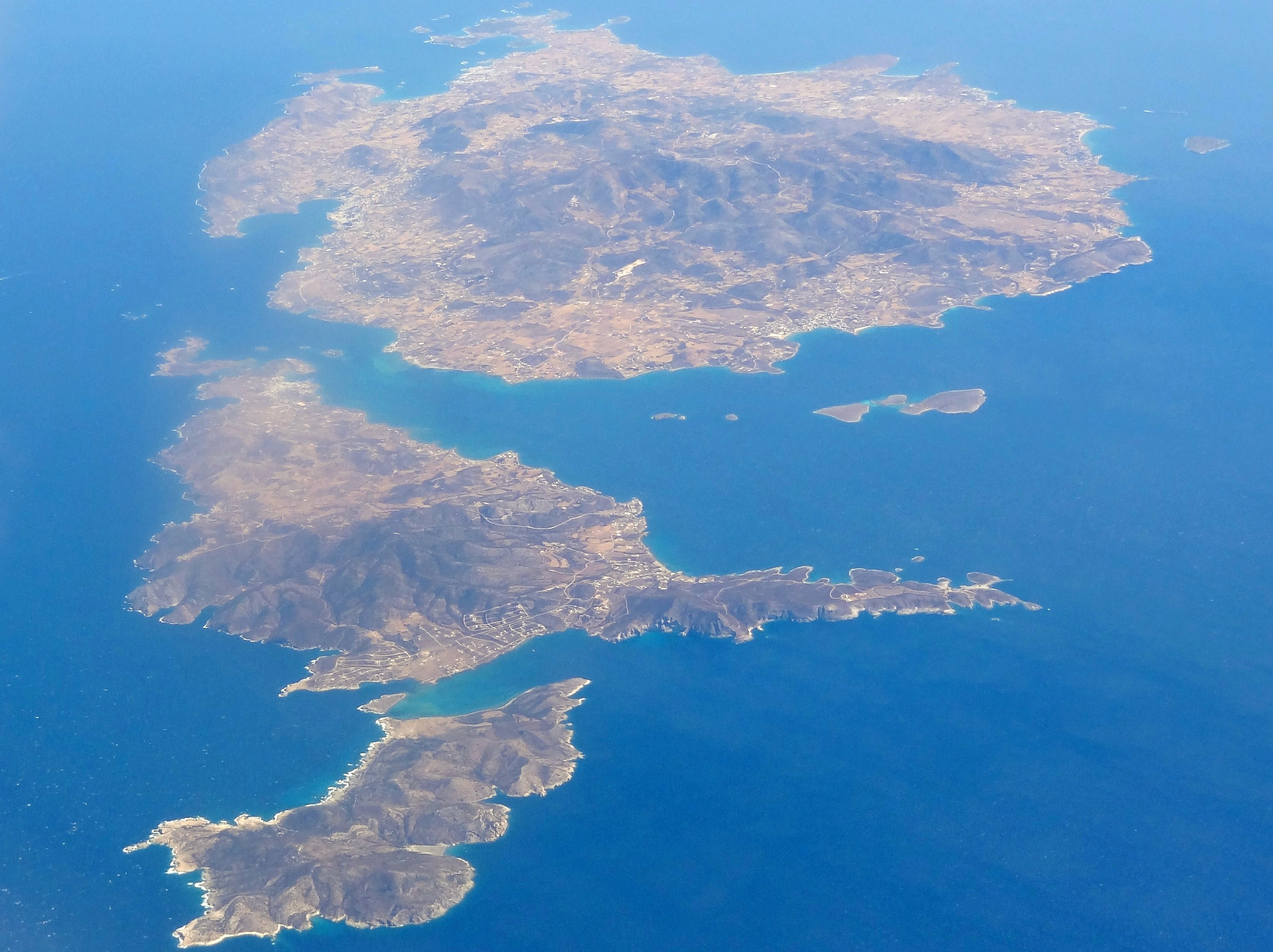
Photo aérienne de Despotikó, Antiparos et Paros (du premier au dernier plan).

Despotikó est situé à environ 700 mètres au sud-ouest d'Antiparos dont il est séparé par un étroit bras de mer. C'est un îlot long d'environ 5 kilomètres d'ouest en est et large au maximum de 2 kilomètres du nord au sud. Il est composé d'une succession de petits sommets d'ouest en est : sommet sans nom (82 mètres) ; Chodro Vouno (189 mètres) ; sommet sans nom (125 mètres) ; Karavi (163 mètres) ; Raches (162 mètres) ; Vigla (176 mètres) ; sommet sans nom (73 mètres). Une petite plaine littorale se trouve au nord-est de l'îlot, face au chenal le séparant d'Antiparos. Une vallée littorale (la baie de Livadi) sépare au sud les sommets de Chodro Vouno et Karavi.

## Histoire
Despotikó était occupé par la Civilisation des Cyclades dès le IIIe millénaire av. J.-C. comme l'attestent la nécropole au lieu-dit Zoumbaria et l'habitat au lieu-dit Cheriomlos.
Les habitants de l'île voisine de Paros établirent un sanctuaire à l'époque géométrique, en faisant un lieu de pèlerinage et ainsi asseyant leur prestige dans l'Égée. Au lieu-dit Mandra, le complexe architectural comprenant un sanctuaire archaïque (probablement dédié à Apollon et Artémis), les restes d'un temple dorique daté des environs de 500 av. J.-C. ainsi que des constructions hellénistiques montre que l'île était alors encore habitée. Le sanctuaire fut en partie rasé par les Athéniens au IIe siècle av. J.-C., probablement pour punir la cité parienne. 
La nécropole de Zoumbaria était encore utilisé à l'époque romaine. Les tombes et murs trouvés autour des lieux-dits Livadi et Minaredes couvrent une vaste période allant du Cycladique ancien à l'hellénistique.
Durant les périodes romaine et byzantine, l'île fut régulièrement l'objet d'attaques pirates.
Il est raconté que le pirate français Daniel utilisait l'île comme base d'opérations dans la seconde moitié du XVIIe siècle. En 1675, une flotte ottomane de sept galères fut envoyée pour mettre fin à ses agissements. Elle attaqua par surprise, mais Daniel réussit à s'enfuir à terre avec son équipage juste avant de faire sauter son navire. Les pirates promirent une forte somme à la population de l'île si elle consentait à les cacher. Les habitants préférèrent les livrer aux Ottomans qui les exécutèrent. Les pirates français Hugues Creveliers, Onora et Orange organisèrent ensuite une expédition punitive contre Despotikó dont ils massacrèrent la population. L'île est inhabitée depuis.

## Archéologie
C'est dans le chenal séparant les deux îles que Theodore Bent découvrit des vestiges d'un habitat préhistorique, lors d'une des premières explorations archéologiques sous-marines connues (en fait, il regardait le fond de l'eau à travers une loupe au fond d'un seau, technique empruntée aux pêcheurs d'éponges).
Les recherches au XXIe siècle en collaboration avec l'université de Munich, ont mis au jour de très nombreux objets, principalement des kouros, révélant ainsi l'importance du sanctuaire. En 2002, à Mandra, le temple a été dégagé, permettant la découverte d'outils et d'objets liés à Apollon. Les plus anciens datent de l'époque géométrique, permettant de faire remonter dans le temps la construction du bâtiment. Devant le temple, l'espace sacrificiel, similaire à ce qui a été découvert sur Naxos, a été identifié. Au total, douze bâtiments ont été mis au jour sur l'île auxquels s'ajoutent cinq autres sur l'îlot voisin de Tsimintiri.
Les archéologues souhaitent en 2012 inscrire le site dans le programme de restauration du National Strategic Reference Framework. L'idée serait de créer une destination touristique avec un parc archéologique autour du temple restauré. La municipalité d'Antiparos soutient le projet.
La campagne de fouilles de 2018 a continué à dégager le temple daté du VIIIe siècle av. J.-C. Trois nouveaux bâtiments ont aussi été découverts amenant leur nombre à 22. Les archéologues envisagent que l'ensemble du site pourrait se révéler plus grand même que celui de Délos.